# Funaria (planta)
Funaria es un género de musgos pertenecienter a la familia Funariaceae.  Comprende 270 especies descritas y de estas, solo 184 aceptadas.

## Taxonomía
El género fue descrito por Johannes Hedwig y publicado en Species Muscorum Frondosorum 172. 1801. La especie tipo es: Funaria hygrometrica Hedw.

## Algunas especies aceptadas
A continuación se brinda un listado de las especies del género Funaria (planta) aceptadas hasta junio de 2015, ordenadas alfabéticamente. Para cada una se indica el nombre binomial seguido del autor, abreviado según las convenciones y usos.
- Funaria acicularis Müll. Hal.
- Funaria acidota (Taylor) Broth.
- Funaria acutifolia (Hampe) Broth.
- Funaria aequidens Lindb. ex Broth.
- Funaria altiseta (Herzog) Broth.
- Funaria altissima Dixon
- Funaria americana Lindb.
- Funaria ampliretis (Rehmann ex Müll. Hal.) Broth.
- Funaria andicola (Mitt.) Broth.
- Funaria anomala Jur.
- Funaria antarctica (Müll. Hal.) Broth.
- Funaria hygrometrica Hedw.

## Funaria hygrometrica

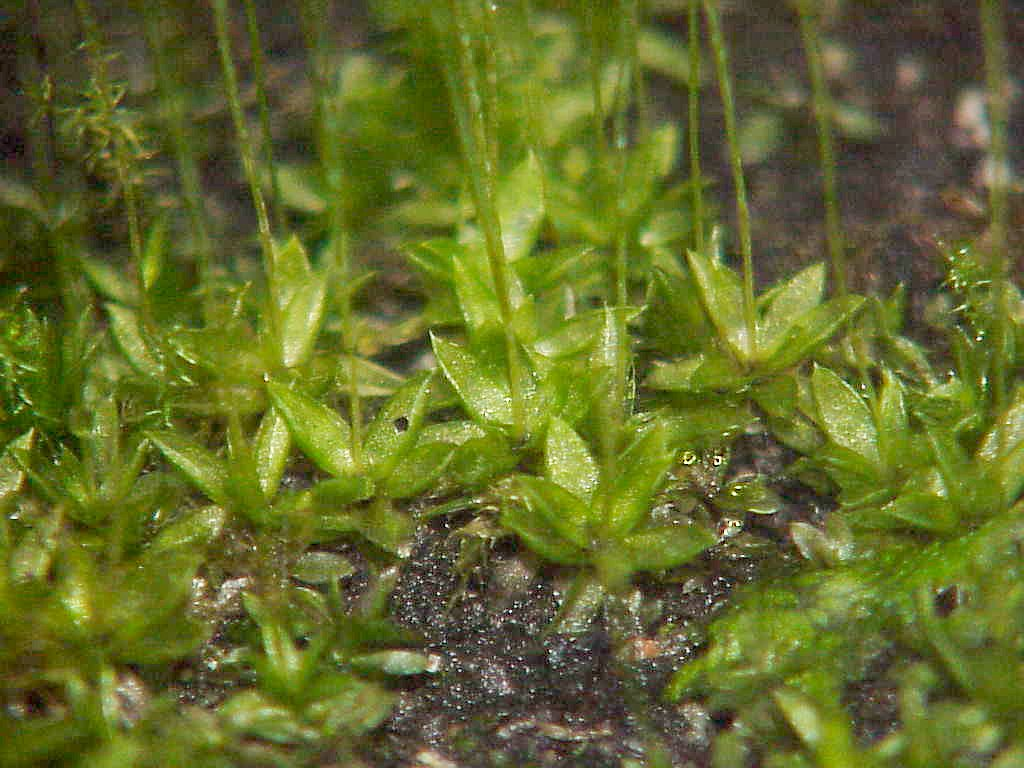
Funaria hygrometrica

Es una especie muy común de musgo, perteneciente a la familia Funariaceae (Bryophyta). El gametofito, fotosintético es de pequeño tamaño, tiene una altura de unos 0,5 mm, crece sobre suelo formando céspedes bajos, y muchas veces suele desarrollarse sobre suelos disturbados o alterados por incendios, por lo que es común observar sus plantas en áreas de fogones, sobre cenizas o sustrato quemado. 
El esporófito presenta setas largas y rojizas, con una longitud entre 15 y 40 mm. Las cápsulas son pardo-rojizas, péndulas, asimétricas y con forma cilíndrica. El peristoma es doble, con dientes bien desarrollados que pueden unirse en el ápice.

## Las esporas
Las esporas, estudiadas con Microscopio Óptico (MO) y Microscopio Electrónico de Barrido (MEB), tienen forma esferoidal, son aletes, miden 15 a 20 µm de diámetro, y presentan una escultura formada por báculas (baculada). Las báculas son simples y tienen sobre el ápice 3 o más espínulas. En sección, las esporas tienen una esporodermis formada por tres paredes: intina, exina y perina. La intina, es la pared más interna y no es resistente al tratamiento químico de acetólisis; la exina, es la pared media, resistente al tratamiento químico de ácetólisis (por eso se dice que es aceto-resistente) y es esculturada, y la perina, la más externa, es también aceto-resistente y esculturada.